# جلوبال في آر
جلوبال في آر (بالإنجليزية: Global VR)‏ هي شركة أمريكية متخصصة في ألعاب الفيديو ، تأسست عام 1998 ويقع مقرها في سان هوزيه، كاليفورنيا، الولايات المتحدة.

## الموقع الإلكتروني
http://www.Globalvr.com